# ウルトラマントレギア
ウルトラマントレギア（英:Ultraman Tregear）は、円谷プロ制作の特撮作品「ウルトラシリーズ」に登場する架空のキャラクター。2019年公開の映画『劇場版 ウルトラマンR/B セレクト! 絆のクリスタル』で初登場した。

## 概要
2017年放送のテレビシリーズ『ウルトラマンジード』にて退場したウルトラマンベリアルに替わり、継続的にシリーズへ関わっていく宿敵として創作されたキャラクターである。初登場作品『劇場版R/B』の制作時点では詳細な設定は定まっておらず、2018年放送のテレビシリーズ『ウルトラマンタイガ』にてウルトラマンタロウの親友という設定などが固められた。
トレギアの名はプロデューサーの鶴田幸伸によるものであり、古代ギリシア語で「狂った好奇心」を意味している。
デザインは後藤正行が担当。デザイン段階では設定が固まっていなかったため、後藤の独自解釈で自分でウルトラマンのアイデンティティを否定しており、ウルトラマンの特徴である顔を仮面で隠し、自分でむしり取ったカラータイマーから出た光を拘束具で封印しているイメージとなった。身体各所のディテールは拘束具を思わせており、尖った爪先は初代ウルトラマンのBタイプを意識している。また、ベリアルとは異なるスマートな格好良さも意図している。危険を孕んだキャラクターを細長の釣り目という目付きの悪さで表現している。
『劇場版R/B』『タイガ』の監督を務めた武居正能は、登場するだけで怖さを感じられるよう演出したといい、イベントなどでトレギアが登場すると子供が泣き出すのは狙い通りであったことを語っている。

## 登場作品
- 映画『劇場版 ウルトラマンR/B セレクト! 絆のクリスタル』（2019年）
- テレビシリーズ『ウルトラマン ニュージェネレーションクロニクル』第13話「邪悪！もうひとつのクロニクル!!」（2019年）
- テレビシリーズ『ウルトラマンタイガ』（2019年）
- インターネット配信『ウルトラギャラクシーファイト ニュージェネレーションヒーローズ』（2019年）
- 映画『劇場版 ウルトラマンタイガ ニュージェネクライマックス』（2020年）
- インターネット配信『ウルトラギャラクシーファイト 大いなる陰謀』（2020年）
- インターネット配信『ウルトラギャラクシーファイト 運命の衝突』（2022年）

## ウルトラマントレギアを演じた人物
- 内田雄馬 - 声の出演
- 七瀬公 - 人間態・霧崎（『ウルトラマンタイガ』）
- 石川真之介 - スーツアクター

## データ
かつてはタロウの親友であり、光の国の宇宙科学技術局に在籍していた科学者にして哲学者であった。だが、ベリアルやウルトラマンヒカリが闇に堕ちていたことを知ったことで正義に疑問を抱いて光の国を出奔し、カラータイマーの奥底に古代の混沌が実体化した数百体の邪神を封じ込め、頑丈な拘束ベルトで封印した結果、闇に堕ちる。そのため、ウルトラマンたちにとって本来は必要であるディファレーター光線を必要とせず、カラータイマーも鳴らない。
怪獣を操るほか、多次元宇宙を移動して各宇宙に干渉し、他の宇宙人への助力・助言や仕事の依頼を行うなど、計略を張り巡らせて暗躍することを主としている。一方、自身も優れた戦闘力を持つ。
「トレギア」という名前は、7つの宇宙で、厄災、禁忌、誘惑などを意味する言葉とされる。
- 『ウルトラマンオーブ』のジャグラスジャグラーや『ウルトラマンジード』の伏井出ケイ、『ウルトラマンR/B』の愛染マコトや美剣サキはいずれも行動理由が分かる敵だったため、トレギアは目的が分からない敵となった[4]。

### ウルトラマントレギア（アーリースタイル）
『ウルトラギャラクシーファイト 大いなる陰謀』で初登場。トレギアが闇に墜ちる前の本来の姿である。
- アーリースタイルのデザインは仮面を着けたトレギア同様、後藤正行が担当[17][6]。トレギアのデザイン時には登場することはまったく考えられておらず、『大いなる陰謀』の際に改めてデザインされた[6]。タロウと同世代であることから、シンプルで昭和なテイストが意識された[17]。マスクはオリジナルと同様の型から製作されたものに手を加えているため、オリジナルとは異なる[17]。ヒカリ同様、元のトレギアはアーマーが付いた状態のバランスでデザインされているため、体表のライン取りも大きく異なる[17]。カラータイマーの形状は初代ウルトラマンやウルトラマンジャックと同様である[17]。ベースとなったのは青いウェットスーツで、ライトブルーとシルバーは塗装で表現されている[17]。

### 装備
トレギアアイ
霧崎がトレギアの姿に戻る際に使用する変身アイテム。トレギアの胸アーマーを模した折りたたみの状態からボタンを押すことでアイマスクのように展開し、着眼することで全身を闇のエネルギーが包み、変身を完了する。
- 当初はタイガスパークと連動させる案もあったが、複雑になりすぎることから、単体で機能するものとなった。

モンスリング（怪獣リング）

### 技
トレラアルティガイザー
両腕に全身のエネルギーを集めて撃ち出す破壊光線。
トレラケイルポス
指先から破壊電磁波を打ち出す。速射性が高く、ウルトラマンジード ウルティメイトファイナルを吹き飛ばす威力を持つ。
イスキュロス・イーバ
ウルトラマンロッソやウルトラマンブルのバリアと同等の堅牢さを持つ防御バリアを、身体の前面に展開する。
オプトダクリス
両目から光線を撃ち出す。
トレラ・スラー
空間を歪ませて作り出す異次元ゲート。元は邪神降臨の際の魔法陣。
ギアギダージ
体を高速で回転させ、突撃する。
イスキュロス・ダイナミス
生命体の内面に潜んだ怒りの本能を加速させる狂暴化促進光線を放つ。
トレラアルディガ
破壊エネルギーを両手先から放ち、光線に変えて殲滅させる。
トレラ・パンタスマ
相手に遠く離れた場所の映像や幻を視認させる。
トレラテムノー
『タイガ』で使用。両腕から放つカッター状の光線。
トレラシウム光線
アーリースタイルが『大いなる陰謀』で使用。十字に組んだ腕から放つ必殺光線。
- 『劇場版R/B』『タイガ』の監督を務めた武居は、『タイガ』時点のインタビューで腕を組んで放つ光線はウルトラマンとしての本来の姿のために温存している旨を述べていた。

## 劇中での活躍

### 『劇場版 ウルトラマンR/B セレクト! 絆のクリスタル』
異次元空間から現れた謎の戦士。ウルトラマンの名を冠しているが、『セレクト! 絆のクリスタル』の劇中では「トレギア」のみで、ウルトラマンと名乗ることも呼ばれることはなかった。人間の持つ隠れた願望を叶えるために選択を突き付けて巧みに誘導し、身も心も最終的に闇に堕として破滅させた人間をあざ笑うが、その目的は一切不明。ウルトラマンジードやウルトラマングルーブとの戦いで倒されたかに見えたが、エンドロール後に実際はまだ生きていることが判明した。
- フルCGのグルーブと対決する都合から、トレギアもフルCGモデルが制作された[27]。
- 脚本を担当した中野は、ピラミッド型ヒエラルキーの頂点であったベリアルに対し、トレギアは顔を見せずに人の心に付け入る現代的な敵と位置づけているほか、紳士的な態度で腹の探り合いを行うなど、007シリーズに登場するようなブリティッシュ・ヴィランをイメージしている[3]。PCモニターに出現する描写は、前年に放映されたテレビアニメ『SSSS.GRIDMAN』のオマージュとの指摘も存在するが、中野は脚本を執筆したのはその前なので偶然の一致であると答えている[3]。

### 『ウルトラギャラクシーファイト ニュージェネレーションヒーローズ』
魔法空間からウルトラダークキラーを利用してダークネスを作り出すことにより、光と闇が同じ価値であることを証明しようと目論むが、ニュージェネレーションヒーローズにウルトラダークキラーを完全に倒された結果、光の国を滅ぼすことを決意する。
なお、上記の暗躍の最中にウルトラマンリブットに魔法空間を突き止められた際には、彼を肉弾戦で軽くあしらう強さも見せているほか、足止めとしてレッドキングを2体同時に召喚している。

### 『ウルトラマンタイガ』
作品を通しての敵役として登場。本作品で過去の出自が明かされた。
光と闇が同義であり、等しく無価値であることを照明するため、作中世界の地球の綾香市に地球人青年の霧崎（）の姿で潜伏し、正義を行う者を悪に堕とそうと企んで暗躍する。その結果、一度はタイガを闇に堕とすが、工藤ヒロユキらタイガの仲間たちによってタイガが元に戻ると、今度はヒロユキを狙う。そして、光の国に攻め込もうとするが、最後はタイガトライストリウムに敗れる。
- メイン監督の市野龍一は、トレギアについて圧倒的に強い敵が常時近くにいる緊張感を作りたかったと述べており、第2話でチビスケを殺害させる展開は最初にトレギアの残忍さを印象づけるためのものであった[29]。
- シリーズ構成の中野貴雄は、トリックスターの要素が強いトレギアでは2クールの物語を牽引するのは難しいと考え、プロデューサーの村山和之からの要望も相まって不条理な方向性となり、「予期せぬ死」がトレギアを象徴する要素となった[30]。当初、中野の案での第2話は多数の女性が死亡するという展開であったが却下となり、チビスケを殺害する展開となった[30]。

### 『劇場版 ウルトラマンタイガ ニュージェネクライマックス』
テレビシリーズでの敗退後もまだ生きており、再び地球に出現するとかつて体内に封じていたグリムドをタロウに憑依させ、彼を闇に堕とす。タロウと共にタイガたちニュージェネレーションヒーローズと戦うが、彼らによってタロウが元に戻ると、今度はグリムドを吸収して強化しようとする。しかし、それまでの何度もの敗退が原因で肉体が衰弱していたため、逆にグリムドに吸収されて消滅してしまう。
- 企画段階ではトレギアとグリムドは関連づけられておらず、トレギアが強大なパワーのグリムドを利用するという想定であったが、監督の市野はドラマ性を持たせたいと考え、グリムドがトレギアの体内に封印されていたという設定に改め、トレギアのカラータイマーが封印されている理由付けにもなった[31]。
- 市野は、テレビシリーズ最終回ともども、トレギアが倒されて喜ばれるのではなく、倒されることに寂しさを感じさせるよう演出したと述べている[31]。

### 『ウルトラギャラクシーファイト 大いなる陰謀』『ウルトラギャラクシーファイト 運命の衝突』
闇に墜ちる前の本来の姿であるウルトラマントレギア（アーリースタイル）として登場。
『大いなる陰謀』Chapter.2「交錯する物語 -The Divergence-」に登場。光の国の宇宙科学技術局に所属する科学者としてアストラル粒子転化システム（後のタイガスパーク）の開発に勤しむブルー族の青年であったが、同局長官のヒカリが怪獣ボガールによって生命体が絶滅させられた惑星アーブにてハンターナイトツルギに変貌したことに衝撃を受けてウルトラマンの標榜する光と絆に不信を抱くようになり、タロウとの親友関係にも溝が生じる。そして、惑星デスターの調査にタロウと共に赴いた際、未来から時空を越えて来たアブソリュートタルタロスにより、自身が闇に堕ちて光の国への復讐に走ったうえ、タロウや彼の息子であるタイガと戦って破滅に至る未来の自身の姿を見せられた結果、「運命を変える」というタルタロスの誘いに乗り、タロウに「お前はいつも、一方の側面から物事を見ようとしない」「この世界には、光も闇も無いのに…」という言葉を残して光の国を出奔した後、自身と同じくタルタロスの誘いに乗ったベリアルと共に本来の歴史から分岐した並行同位体としてザ・キングダムの軍団に参加し、現在の時間軸にてタロウたちウルトラ6兄弟とウルトラマンゼロを襲撃する。